# Мијаило Чебинац
Мијаило Чебинац (Карановац, 1855 — Краљево, 12. март 1941) био је српски индустријалац и добротвор. Чебинац је био први индустријалац у Краљеву. Такође је био активан и у политичком животу, а за њега је везана и Чебинчева афера из 1894. године.

## Детињство и породица
Мијаило Чебинац је рођен 1855. године у Карановцу (данашњем Краљеву). Његов отац Марко Нешковић доселио се у Карановац из села Чебинац на Сјеничком пољу. Марко Нешковић се бавио трговином, а помиње се и као приложник Фонда школског и Фонда за обнову манастира Жиче. Марко Нешковић је преминуо 1868. године, када је његов син имао свега 12 година. Због тога је Мијаило још као дечак морао да преузме очеве послове. Са 19 година оженио се Полексијом, ћерком Глише Благојевића из Карановца. Пар је имао петоро деце, три сина и две ћерке, али су једино син Звездан и ћерка Зорка преживели детињство. Зорка се касније удала у Чачку за пуковника Василија Васу Маџаревића, једног од оснивача Црне руке и учесника Мајског преврата. Син Звездан је у Чешкој завршио школу вајарства, а потом је студирао вајарство у Минхену. Вративши се у Краљево постао је шумар и шумарски инспектор. Оженио се 1906. године Надом, ћерком др Лешћинског, лекара у Лесковцу. По други пут се оженио 4 године касније, 1910. године, Лепосавом, учитељицом основне школе у Ивањици. Преселио се у Београд, где је преминуо 10. маја 1935. године.

## Чебинац као индустријалац
Иако млад, Чебинац се брзо показао као врло способан предузетник. Тако је 1875. године дао новац Василију Јанковићу из Карановца да отвори пекару, а две године касније Чебинац је отворио и баштованску радњу. Зараду од ових послова усмерио је у индустрију, чиме је постао први индустријалац у Краљеву. Он је имао развијену каменорезачку радњу, која је израђивала надгробне и јавне споменике, као и скулптуре. Управо је Чебинчева радња извела Таковски споменик 1887. године, по скици Јозефа Манока, окружног инжењера у Горњем Милановцу. Исте године добио је и привилегију у послу са каменом: ослобађање од царине, слободан увоз неопходног алата и материјала и право искључног фабричког рада у чачанском округу у овој делатности. Поред ових, Чебинац је добијао и мање повластице које су имале за циљ да покрену индустријску производњу у Србији. Он се 1891. године обратио Народној скупштини, тражећи додатна средства. Чебинац је убрзо стекао репутацију доброг познаваоца свог посла, а похвале је добијао и због тога што је лично улагао средства у проналажење и коришћење најквалитетнијег камена.
Поред израде споменика, Чебинац је 1892. године у Краљеву подигао први парни млин, који је седам година касније претворио у фабрику за израду земљаних фарби. Отворио је и радњу у Београду, покрај Цркве Светог Марка. Међутим, велики трошкови превоза су угрожавали његове послове. Због тога је Чебинац слао молбе да се изгради железница од Крагујевца до Краљева, како би превоз његових производа био јефтинији. Чебинац је на прелазу између два столећа покренуо и велике истражне радове на Копаонику, као и у Баљевцу, Врби, Вранешима, Драгосињцима, Брезни и другим околним селима. По окончању Првог светског рата Чебинац је наставио са овим истраживањима, а извађену руду је продавао.
Осим руде, Чебинац је продавао и уступао права на истраживање на овим локалитетима. Крајем 1936. године уступио је право истраживања рударско-индустријском предузећу из Београда, и то на три године. Потом је почетком 1940. године ово право преузела фирма Југомонтан из Београда, али је почетак рата обуставио даља истраживања. Међутим, Чебинац је на крају пословне каријере банкротирао. На наговор неког Јеврејина (највероватније Арона Кајона, који се 1921-1936. бавио експлоатацијом руде мангана у околини Рашке), Чебинац је већину свог капитала претворио у акције. Ипак, остало је довољно новца за живот, па и за школовање рођака у Енглеској.

## Бављење политиком и Чебинчева афера
Чебинац је први пут ушао у сферу политике 1880. године. Том приликом је у напредњачком листу Видело на објављеном списку незадовољних одлуком карановачке општинске власти да тужбом брани среског начелника било и Чебинчево име. Наиме, лист Исток је у својим текстовима критиковао напредњачки покрет у Краљеву, подржавши среског начелника. Као одговор на ово Видело је објављивало текстове о злоупотребама среског начелника, због чега је Општински одбор намеравао да тужи ове новине. Чебинац је и у наредном периоду писао за Видело, био је члан Општинског суда и новчано је помагао и општинску читаоницу и основну школу. Иако је у почетку био близак напредњацима, Чебинац је од 1882. постао истакнути члан Радикалне странке и као њен кандидат је учествовао на изборима за председника општине. Избори су морали бити понављани два пута, јер их је Општински одбор, сачињен од напредњака, проглашавао за незаконите. Иако је на трећим изборима Чебинац био изабран, није могао да постане председник општине јер је полиција покренула истрагу против њега. Како је био у притвору није могао да учествује на поновљеним изборима.
Након овог неуспеха, Чебинац се окренуо својим пословима, што му је олакшало повратак у политику. Изабран је за народног посланика за велику Народну скупштину сазвану за 11. децембар 1888. године. Свој политички положај је користио и како би добијао позајмице за своје послове. Упркос потешкоћама да те позајмице врати, пошто је био радикал и индустријалац, био је заштићен и од стране полиције. Тако одлука по којој је требало ставити судску забрану на Чебинчево имање док се дуг не исплати није била одмах спроведена, иако се у оваквим случајевима поступало по хитном поступку.
Управо у покушајима да развије своје послове, Чебинац се нашао у сред првог великог монтираног политичког процеса, названог по њему Чебинчева афера. Чебинац је 5. маја 1894. године био ухапшен на београдској железничкој станици, намеравајући да путује за Беч. Приликом претреса пронађено је његово писмо за Петра Карађорђевића и дневник који је садржао једине доказе наводне завере. Убрзо су убили ухапшени и Сима Ђаковић, Ранко Тајсић, Алекса Жујовић, а потом и Коста Динић, Аца Станојевић, Ђорђе Новаковић. Коста Таушановић и Јаков Ненадовић нису били у земљи, али је и против њих била подигнута оптужница.
Седмомесечна истрага је резултирала суђењем, које је почело 28. новембра 1894. године. Оптужени су били осуђени за велеиздају, односно да су планирали да подигну устанак којим би збацили династију Обреновић и на престо довели Петра Карађорђевића. Чебинац је добио две године затвора. Мијаило Чебинац је у почетку радио на формирању заједничке одбране са осталим осумњиченима, али је касније прихватио улогу сарадника полиције. Како је био под великим притиском полиције од почетка овог процеса, могуће је да је управо због тога прихватио да сарађује са њом. Сви оптужени су јасно изразили став да је Чебинац био полицијски агент. Током боравка у затвору други оптуженци су често грдили Чебинца, који је због тога једном приликом перорезом напао Ђаковића.
Док је боравио у затвору, Чебинац је учествовао у припремању нове афере. Покушавао је да придобије оптужену Софију Адамовић, оптужену за потурање лажних марака, али и њену мајку, да као саучеснике оптужи неке виђеније људе. Читав низ новина и текстова који су писали о Чебинчевој афери је у наредном периоду био забрањен. У тексту новинара Димитрија Павловића за Одјек, због ког се Павловић нашао пред судом, Чебинац је био оптужен да је радио у дослуху са полицијом, због чега је имао привилеговани положај у пожаревачком затвору. Због свог текста о Чебинчевој афери кривично је одговарао и Владимир Ристановић, уредник Слободне речи и Вечерњих новина. Ристановић је у тексту тврдио да су иза читаве афере стајали Светомир Николајевић, председник владе и министар унутрашњих дела 1894. године, и његов пријатељ Чебинац. Циљ афере је према Ристановићу био да се скрене пажња са политичких проблема у земљи, односно проблема са којима се суочавала Николајевићева влада. На то да је читава афера била резултат Николајевићевог и Чебинчевог плана сумњао је и Аца Станојевић. На исти закључак наводи и то што је већ на дан Чебинчевог хапшења, 5. маја 1894. године обављен велики број претреса станова и хапшења чланова Радикалне странке широм Србије. Намера Николајевића да овом завером натера радикале да се примире је била успешна. Никола Пашић се по повратку из Русије склонио ван земље. Највероватније је Чебинца на овакав поступак, поред пријатељства са Николајевићем, навело и то што је био незадовољан радикалима.
Још једна загонетка везана за Мијаила Чебинца је и то што је он 1916. године, током аустроугарске окупације, био осуђен у Крагујевцу на смрт због наводне умешаности у атентат на Франца Фердинанда. Ипак, био је ослобођен након ревизије судског процеса, јер га сведоци који су га теретили нису препознали. Чебинац је највероватније био ухапшен због блиских веза са Ђорђем Вајфертом и Светомиром Николајевићем, оснивачима масонске ложе Побратим и који су у време Анексионе кризе настојали да заштите интересе српског народа у Босни и Херцеговини. Чебинац је и сам могао узети учешћа у раду јавних и тајних организација које су се противиле аустроугарској анексији Босне и Херцеговине, а могуће је и да је био умешан у тајне активности које су претходиле Сарајевском атентату.
Мијаило Чебинац је био и велики добротвор. Помагао је сиромашним ђацима и ратној сирочади. Преминуо је 12. марта 1941. године у Краљеву, где је и сахрањен.